# Crkva Presvetog Srca Isusova u Goraždu
Crkva Presvetog Srca Isusova je bila katolička crkva u Goraždu, posvećena Presvetom Srcu Isusovom. Sagrađena je 1886. godine, a srušena 1957. godine. Na mjestu gdje se nekada nalazila danas se nalazi zgrada županijske vlade, preciznije, na livadi poviše županijske zgrade.
Crkva je bila smještena do blage uzvisine iznad Goražda. Do crkve je vodilo stubište uz koji se nalazio postavljeni Križni put. Goraždani i danas kažu Jeruzalemski put. 
Crkvu je posvetio ju je nadbiskup Josip Stadler. Župa u Goraždu osnovana je 1899. godine. Prvi je župnik isusovac Ivan Dolinac. Dugogodišnji je župnik bio don Josip Matišić. Njegov vrlo lijep grob nalazio se uz crkvu. 
U drugom svjetskom ratu u Višegradu uhićen je i potom ubijen župnik don Ivan Miletić. Poslije 1945. pretvorena je crkva u konjušnicu, pa u skladište. Vremenom se urušavala. Ostatci crkve bili su vidljivi do velikosrpskog pohoda 1990-ih. 

## Vanjske poveznice
- Župa Uznesenja BDM, Nevesinje Stara fotografija, pogled na crkvu Presvetog Srca Isusova u Goraždu
- Župa Uznesenja BDM, Nevesinje Stara fotografija, pogled na crkvu Presvetog Srca Isusova u Goraždu, Zgrada županijske Vlade podignuta na mjestu crkve
- Župa Uznesenja BDM, Nevesinje Katoličko groblje u Goraždu
- Župa Uznesenja BDM, Nevesinje Rodna kuća don Ante Bakovića
- Župa Uznesenja BDM, Nevesinje Nacionalizirana župna kuća u Goraždu